# Северна Маријанска Острва на Светском првенству у атлетици у дворани 2018.
Северна Маријанска Острва су шести пут учествовала на Светском првенству у атлетици у дворани 2018. одржаном у Бирмингему од 1. до 4. марта. Репрезентацију Северно Маријанских Острва представљала је једна атлетичарка, која се такмичила у трци на 60 метара.,
На овом првенству такмичарка Северно Маријанских Острва није освојила ниједну медаљу али је оборила лични рекорд.

## Учесници
Жене:
- Зарина Сапонг — 60 м

## Резултати

### Жене
| Атлетичарка   | Дисциплина | Лични рекорд | Квалификација | Квалификација | Полуфинале            | Полуфинале            | Финале                | Финале  | Детаљи |
| Атлетичарка   | Дисциплина | Лични рекорд | Резултат      | Место         | Резултат              | Место                 | Резултат              | Место   | Детаљи |
| ------------- | ---------- | ------------ | ------------- | ------------- | --------------------- | --------------------- | --------------------- | ------- | ------ |
| Зарина Сапонг | 60 м       | 8,70         | 8,54 ЛР       | 8. у гр. 6    | Није се квалификовала | Није се квалификовала | Није се квалификовала | 47 / 47 |        |